# Thomas Bibb
Thomas Bibb (Amelia County, 8 mei 1783 – Mobile, 20 september 1839) was een Amerikaans politicus. Bibb werd tweede gouverneur van Alabama nadat zijn broer William Wyatt Bibb tijdens zijn termijn overleed. 
Tijdens zijn ambtstermijn verhuisde de staatshoofdstad van Huntsville naar Cahaba County. De naam Cahaba werd gewijzigd naar Bibb County ter ere van de overleden gouverneur William Wyatt.
- Gemeinsame Normdatei: 1175398713
- International Standard Name Identifier: 0000 0000 5068 1247
- Library of Congress Control Number: nr92039359
- SNAC: w69k5581
- Virtual International Authority File: 14637316
- WorldCat: E39PBJrgHDYWWWbXkqXvTV3YT3